# デカトロン・AG2R・ラ・モンディアル
デカトロン・AG2R・ラ・モンディアル（デカトロン・アージェードゥーゼル・ラ・モンディアル、Decathlon-AG2R La Mondiale）は、フランスに本拠地を置く自転車ロードレースのUCIワールドチーム。タイトルスポンサーはフランスのスポーツ用品会社デカトロンと、年金などを管理・運用するフランス最大級の共済組合、AG2R・ラ・モンディアル。チームに所属している選手の大半がフランス人で構成されている。

## チームの歴史

### 1992年-1995年 シャザル時代
1992年、ヴァンサン・ラヴニュがゼネラル・マネージャーとなり、シャザル＝ヴァニユ・エ・ミュル(Chazal-Vanille et Mûre)という名称で結成。メインスポンサーはジュラ県でアラン・シャザルが経営する精肉店のシャザルl。シャザルはラヴニュが個人プロとして走っていた1990年から1991年に個人スポンサーとしてついており、他の企業もチームへの資金を提供をすることを条件にメインスポンサーとなった。シャザルの他には美容製品メーカーのヴァニユ・エ・ミュルや自転車パーツメーカーのヴェッタなどがスポンサーになり年間予算は約240万フランにもなった。チームは3月に行われたツール・デュ・ヴォクリューズ第2ステージでチーム初勝利を挙げたスイス人ライダーのジョセリン・ジョリドンをはじめ、12名の選手で構成された。9月にはエストニアの若手スプリンターであるヤーン・キルシプーが研修生として加入し、パリ〜ブールジュ第1ステージではトップスプリンターのオラフ・ルードヴィッヒを抑えて優勝した。その後、キルシプーはチームの中心選手となっていく。
1993年、シャザルが引き続きメインスポンサーを務め、サードスポンサーだったヴェッタがセカンドスポンサーに昇格し、新たに自転車メーカーのMBKをスポンサーに迎え、シャザル・ヴェッタ・MBK(Chazal-Vetta-MBK)に改称。新たにブエルタ・ア・エスパーニャ覇者でフランス選手権2連覇も達成したエリック・カリトゥーが加入。チームはこの年初めてツール・ド・フランスに参戦。
1994年、新たにタイヤチェーンメーカーのケーニヒがスポンサーに加わり、シャザル・MBK・ケーニヒ(Chazal-MBK-König)に改称。特に目立った結果は残せなかったが、ドーフィネ・リベレでは総合3位に入ったアルトゥーラス・カスプティスを含め3人が総合トップ10入り。ツール・ド・フランスに2年連続で参戦を果たした。
1995年、新たにジャーモンドSAがスポンサーに加わる。カリトゥーが引退する中、ジャンフランソワ・ベルナール、ブルーノ・コルニエ、ジル・デリオンというフランスのトップクラスの3選手が加入。しかし3選手は期待した結果を残すことが出来ず、スポンサーを説得するためにツール・ド・フランスに加えてブエルタ・ア・エスパーニャにも参加するが、ラブニュを信頼する6人の選手が残る中、この年でシャザルがスポンサーを撤退しチームはスポンサーを失ってしまった。

### 1996年-1999年 カジノ時代
1996年、1月になっても資金調達できておらずラヴニュはチームのサポーターからサブスクリクション形式での資金提供を開始した。また地元のスーパーマーケットチェーン店ブティ・カジノとパトーナーシップを結びプティ・カジノ＝セ・ヴォトル・エキップ(Petit Casino-C'est votre équipe)に改称。これによりフランスを代表する選手の一人、アルマンド・デ・ラス・クエバスとの契約が実現する。ドーフィネ・リベレではカスプティスがステージ優勝し、数日間リーダージャージを着用した。しかし、新加入のデ・ラス・クエバスはシーズンを通して体調を崩してしまい、チームはツール・ド・フランスにも参加を見送った。2年連続出場となったブエルタ・ア・エスパーニャではパスカル・シャントゥーとファブリス・グーゴの2人が総合30位以内に入った。夏の終わりにはカジノグループが大幅に増資し、チームはアトランタオリンピックチャンピオンのパスカル・リシャールと契約した。
1997年、カジノが増資する中、さらにAG2R・プレヴォワイアンスがセカンドスポンサーに加わり、チーム名はカジノ＝セ・ヴォトル・エキップ(Casino-C'est votre équipe)に改称、チームの予算は2500万フランにまで倍増した。アマチュアクラブチームのEC・サンティティエンヌ・ロワールとパートナーシップを結んだ。この年はリシャールに加え、ジャッキー・デュラン、アルベルト・エッリ、ロルフ・イェルマン、ロドルフォ・マッシらが加入した。シーズン序盤、マッシがツール・デュ・オー・ヴァルで優勝、エッリはミラノ〜サンレモでエリック・ツァベルとのスプリントには敗れたものの2位表彰台。クリストフ・アニョルットがツール・ド・スイスで大逃げを決めて第3ステージで優勝、リーダージャージを守りきり総合優勝を果たし、チームに最大の勝利をもたらした。ステファヌ・バルトはフランスチャンピオンになり、キルシプーは安定した走りでトップスプリンターの1人となった。この年、例年UCIランキング30位前後が定位置だったチームはランキング12位となり飛躍的な躍進を遂げた。
1998年、カジノ(Casino)に改称。チーム史上最高の1年となったこの年は1月から10月にかけて16人の選手が活躍し、シーズン65勝を挙げた。主な勝利としてはグランプリ・ドゥヴェルテュール・ラ・マルセイエーズ（マルコ・サリガーリ）、フレッシュ・ワロンヌ（ボー・ハンバーガー）、、ティレーノ〜アドリアティコとアムステル・ゴールドレース（ロルフ・イェルマン）、パリ〜ツール（ジャッキー・デュラン）。グランツールにも参加し、ツール・ド・フランスでデュランとマッシがステージ優勝し、ハンバーガーがマイヨ・ジョーヌを着用。ブエルタ・ア・エスパーニャではキルシプーがステージ勝利を挙げた。他にもクープ・ド・フランスのチームランキングでも優勝。最終的にUCIランキング2位、ワールドカップランキングでも3位とさらなる躍進を遂げた。
1999年、カジノ＝Ag2r・プレヴォワイアンス(Casino-Ag2r Prévoyance)に改称。前年のツール・ド・フランス期間中に発覚したフェスティナ事件や、それに伴う捜査の中でマッシが逮捕 (後に不起訴) されたことなどもありカジノの投資にもブレーキがかかった結果、前年多くの勝利を挙げた選手が去った。前年、6勝を挙げたアレクサンドル・ヴィノクロフがチームのリーダーになり、ヴィノクロフはドーフィネ・リベレの総合優勝を含む7勝をあげた。エーススプリンターのキルシプーはツール・ド・フランス初勝利を含む18勝を挙げて6日間マイヨ・ジョーヌにも袖を通した。ブノワ・サルモンはツール・ド・フランスで総合16位になりヤングライダー賞を獲得。ほかにもサルモンはグランンプリ・デュ・ミディ・リブレで区間1勝と総合優勝を挙げたほか、ジル・マイニャンのフランス選手権個人タイムトライアル優勝など注目すべき成功を収めたが、カジノのスポンサードはこの年で終了した。

### 2000年-2005年 AG2R時代前半
2000年、AG2R・プレヴォワイアンスが3年契約でメインスポンサーになり、AG2R・プレヴォワイアンス(AG2R Prévoyance)に改称。デカスロンがセカンドスポンサーになりジャージを供給した。しかし、予算は削減され前年エースを務めたヴィノクロフはドイツの強豪チーム・テレコムに移籍。後任のエースはフェスティナ・ロータスから移籍してきたヴィノクロフと同胞のアンドレイ・キヴィレフが務めた。この年のキルシプーが大活躍し、チームのシーズン21勝のうちの13勝をチームにもたらした。ツール・ド・フランスではアニョルットがステージ優勝し、チームにこの年の最も重要な勝利をもたらした。しかしチームは翌年2部リーグに降格してしまう。
2001年、キルシプーはチーム23勝のうち18勝を収め、ツール・ド・フランスでもステージ優勝した。そしてキルシプーの発射台を務めるリュドヴィック・カプルがベルギー選手権で優勝。キルシプーの活躍もあり、チームは翌年1部リーグへ昇格を果たす。
2002年、ブノワ・サルモンがチームを去ったものの2001年ツール・ド・フランス総合12位のイニーゴ・チャウレアウとチャウレアウの従兄弟、ミケル・アスタルロサがチームに加入。キルシプーはクールネ〜ブリュッセル〜クールネでセミクラシック初勝利を挙げるが、パリ〜ニースで負傷、しかしツール・ド・フランス第2ステージで優勝しカムバックを果たした。またツール・ド・ランではクリストフ・オリオルが総合優勝を挙げた。
2003年、元世界チャンピオンのローラン・ブロシャールが加入。この年はブロシャールがクリテリウム・アンテルナシオナルでの総合優勝を含む4勝、キルシプーが11勝を挙げ、キルシプーは通算100勝目を記録した。他にもチャウレアウがいくつかのステージレースで総合トップ10に入り、アンディ・フリッキンガーがGP西フランス・プルエーを制した。
2004年、アマチュアクラブチームのシャンベリーCFとトレーニング契約を結んだ。この年は翌年から始まる世界の上位約20チームで争われる、UCIプロツアーに選出されるために重要なシーズンとなった。チーム強化の為に、スプリンターのジャン＝パトリック・ナゾンとクライマーのステファヌ・グベールが加入。ツール・ド・フランスではキルシプーとナゾンが1週目にステージ1勝ずつ挙げ、グベールは総合20位に入った。しかしチャウレアウとアスタルロサは伝染性単核球症を発症し、リュドビク・テュルパンとロワイ・モンドリは怪我により年間を通してほぼレース活動ができなかった。そしてチームは世界ランキングでの順位が振るわず、2005年のUCIプロツアーに落選。初期からチームを支えたキルシプーとブロシャールもこの年でチームを離れた。
2005年、2006年のUCIプロツアー入りを目指して、UCIプロコンチネンタルチームとしてシーズンをスタート。前年、研修生として走ったサイモン・ジェランがプロ入りし、シリル・デセルも加入した。チームは多くのコンチネンタルサーキットのレースで結果を残す中、サミュエル・デュムランがプロツアーレースのドーフィネ・リベレで区間優勝。

### 2006年- 1部リーグ昇格以降

#### 2006年-2012年 浮き沈みの激しいシーズン
2006年、AG2R・プレヴォワイアンスのUCIプロツアーへの参加決定。それに伴い、クリストフ・モローやフランシスコ・マンセボといったエースが加入しチーム力を強化。マンセボはツール・ド・フランスでの総合表彰台を目指していたが、オペラシオン・プエルトへの関与が明らかになり開幕前日にメンバーから外された。一方チームはツール・ド・フランスでシルヴァン・カルザティが第8ステージで優勝したほか、デセルもマイヨジョーヌを着用し最終的にフランス人最上位となる総合6位でフィニッシュするなど大活躍を見せた。その他にもチームは、ジロ・デ・イタリアではトマス・ヴァイトクス、ブエルタ・ア・エスパーニャではホセ・ルイス・アリエタが優勝するなど3台グランツールすべてで区間勝利をあげた。またデセルはツール・メディテラネアンとツール・ド・ランで総合優勝し、ロワイ・モンドリはクープ・ド・フランスで年間総合優勝を果たした。
2007年、モローがドーフィネ・リベレで区間2勝し総合優勝を達成したこともあり、チームはプロツアーランキングで4位に。またモローはこの年、フランスチャンピオンにも輝いた。そしてジャン＝パトリック・ナゾンがパリ～ニース第1ステージで優勝し、ジョン・ガドレがツール・ド・ランで総合優勝。しかしグランツールでは目立った成績を出すことが出来ず、ブエルタ・ア・エスパーニャでのステファヌ・グベールの総合13位がベストリザルトとなった。
2008年、スポンサーの名称変更に伴い、当名称に改称。サミュエル・デュムラン（コフィディス）、サイモン・ジェラン（クレディ・アグリコール）、クリストフ・モロー（アグリチュベル）らの離脱を補うために、ウラディミール・エフィムキンとタデイ・ヴァリャヴェツが加入。この年はツール・ド・フランスでのエフィムキン（リカルド・リッコの降格処分後）とシリル・デセルの区間2勝を含む13勝を挙げた。またこの年加入したヴァリャヴェツはジロ・デ・イタリアで総合13位、ツール・ド・フランスでは総合9位に入った。
2009年、リナルド・ノチェンティーニがツール・ド・フランスで1週間マイヨジョーヌを着用するなどの活躍があったものの、わずか5勝しか挙げることができず年間ランキング17位と成績が低迷した。
2010年、シーズン前半はプロツアーで未勝利で終える。しかしツール・ド・フランス第14ステージでクリストフ・リブロンが独走で制しチームに今シーズンプロツアー初勝利をプレゼント。ニコラス・ロッシュはチーム最上位の総合15位でツール・ド・フランスを完走した。一方ヨーロッパツアーでは例年通りの活躍を見せ、マルティン・エルミガーがダンケルク4日間レース、リナルド・ノチェンティーニがツール・メディテラネアン（アレハンドロ・バルベルデの降格を受けて）で総合優勝した。最終的にチームはプロツアーで1勝、ヨーロッパツアーで15勝、アフリカツアーで2勝、そしてスイス選手権ではエルミガーが優勝。ロッシュがランキング32位に入り、アンソニー・ラヴァールが5勝を挙げた。そしてチームは年間ランキング18位で今シーズンを終えている。
2011年、ジャン＝クリストフ・ペローが加入。今シーズンチームは6勝しか挙げることが出来なかったが、ジョン・ガドレがジロ・デ・イタリア第11ステージで区間優勝し、チーム創設以来初めてのグランツール総合表彰台となる総合3位に入った。ツール・ド・フランスでは新加入のペローが総合9位。チームは年間ランキング15位。
2012年、年間4勝（5月に3勝、6月に1勝）でワールドツアーでは未勝利と大低迷。チームはワールドツアーに残留するために、多くのUCIポイントを持つエキゾチックなライダーが加入した。そしてロマン・バルデが加入し、シリル・デセルが引退。年間ランキングは17位に終わった。

#### 2013年- バルデの台頭
2013年、年間8勝でシーズンで最も勝利数が少なかった3つのワールドツアーチームの1つとなった。
2017年、バイクがフォーカスからファクターに変更。
2019年、バイクがファクターからエディ・メルクスに変更。
また、コンポーネントもシマノからカンパニョーロに変更。

### 2021年
自動車メーカーのシトロエンがスポンサーにつき、チーム名はAG2R・シトロエン・チームとなる。バイクはエディ・メルクスからBMCになる。

### 2024年
新たにフランスのスポーツ用品会社デカトロンがメインスポンサーとなり、チーム名はデカトロン・AG2R・ラ・モンディアルとなった。バイクはVan Rysel。

## 主な実績

### 1997年
- ツール・ド・スイス 総合優勝　クリストフ・アニョルット
- フランス選手権　個人ロードレース優勝　ステファヌ・バルト
- ベルギー選手権　個人タイムトライアル(ITT)優勝　マルク・ストレール

### 1998年
- パリ〜ツール 優勝　ジャッキー・デュラン
- フレッシュ・ワロンヌ 優勝　ボー・ハンバーガー
- アムステル・ゴールドレース 優勝　ロルフ・イェルマン
- ティレーノ〜アドリアティコ 総合優勝　ロルフ・イェルマン
- ダンケルク4日間レース 総合優勝　アレクサンドル・ヴィノクロフ
- ツール・ド・フランス　区間優勝　ジャッキー・デュラン、ロドルフォ・マッシ
- ジロ・デ・イタリア　区間優勝　ヤーン・キルシプー
- ブエルタ・ア・エスパーニャ　区間優勝　ヤーン・キルシプー

### 1999年
- ドーフィネ・リベレ 総合優勝　アレクサンドル・ヴィノクロフ
- ツール・ド・フランス　区間優勝　ヤーン・キルシプー、新人賞　ブノワ・サルモン
- エストニア選手権　個人ロード 優勝　ヤーン・キルシプー、ITT 優勝　ヤーン・キルシプー

### 2000年
- ツアー・ダウンアンダー 総合優勝　ジユ・メニャン
- ツール・ド・フランス　区間優勝　クリストフ・アニョルット
- エストニア選手権　個人ロード 優勝　ラウリ・アウス、ITT 優勝　ラウリ・アウス

### 2001年
- ツール・ド・フランス　区間優勝　ヤーン・キルシプー
- エストニア選手権 ITT 優勝　ヤーン・キルシプー
- ベルギー選手権 ITT 優勝　リュドヴィック・カプル

### 2002年
- ツール・ド・フランス　区間優勝　ヤーン・キルシプー
- エストニア選手権　個人ロード 優勝　ヤーン・キルシプー、ITT 優勝　ヤーン・キルシプー
- アイルランド選手権 個人ロード 優勝　マーク・スカンロン

### 2003年
- GP西フランス・プルエー 優勝　アンディ・フリカンジェ
- ツアー・ダウンアンダー 総合優勝　ミケル・アスタルロサ
- クリテリウム・アンテルナシオナル 総合優勝　ローラン・ブロシャール
- エストニア選手権 ITT 優勝　ヤーン・キルシプー
- アイルランド選手権 個人ロード 優勝　マーク・スカンロン

### 2004年
- ツール・ド・フランス　区間優勝　ヤーン・キルシプー、ジャン＝パトリック・ナゾン
- エストニア選手権　個人ロード 優勝　エルキ・ピュトセップ、ITT 優勝　ヤーン・キルシプー
- ウクライナ選手権 ITT 優勝　ユリー・クリヴツォフ

### 2006年
- ツアー・ダウンアンダー 総合優勝　サイモン・ジェラン
- ツール・ド・フランス　区間優勝　シルヴァン・カルザティ、総合首位　シリル・デセル(第10ステージ終了後)
- エストニア選手権 個人ロード 優勝　エルキ・ピュトセップ
- ジロ・デ・イタリア　区間優勝　トマス・ヴァイトクス
- ブエルタ・ア・エスパーニャ　区間優勝　ホセ・ルイス・アリエタ

### 2007年
- ドーフィネ・リベレ 総合優勝　クリストフ・モロー
- ツアー・ダウンアンダー 総合優勝　マルティン・エルミガー
- フランス選手権 個人ロード 優勝　クリストフ・モロー

### 2008年
- ツール・ド・フランス　区間優勝　シリル・デセル
- モルドバ選手権 個人ロード 優勝　アレクサンドル・プリューシン

### 2009年
- アイルランド選手権 個人ロード 優勝　ニコラス・ロッシュ

### 2010年
- ダンケルク4日間レース 総合優勝　マルティン・エルミガー
- ツール・ド・フランス　区間優勝　クリストフ・リブロン

### 2012年
- シルキュイ・ド・ロレーヌ 区間優勝 セバスティアン・イノー
- ツアー・オブ・カリフォルニア 区間優勝 シルヴァン・ジョルジュ
- ブークル・ド・ロルヌ 優勝 セバスティアン・イノー
- ルート・デュ・スュド 区間優勝 マヌエル・ベッレッティ

### 2013年
- エトワール・ド・ベセージュ 区間優勝 サミュエル・デュムラン
- ツール・メディテラネアン 区間優勝 ジャン＝クリストフ・ペロー
- ローマ・マキシマ 優勝 ブレル・カドリ
- ジロ・デル・トレンティーノ 区間優勝 マキシム・ブエ
- グランプリ・ド・プリュムレック＝モルビアン 優勝 サミュエル・デュムラン
- ツール・ド・レン 総合優勝 ロマン・バルデ
- フレッシュ・ワロンヌ　3位　カルロス・ベタンクール
- ジロ・デ・イタリア　ヤングライダー賞　カルロス・ベタンクール
- ツール・ド・フランス　区間優勝 クリストフ・リブロン　（第18ステージ）、スーパー敢闘賞　クリストフ・リブロン
- ツール・ド・ポローニュ　総合3位 クリストフ・リブロン、区間優勝 クリストフ・リブロン（第2ステージ）
- GP西フランス・プルエー　総合3位 サミュエル・デュムラン

### 2014年
- パリ～ニース　総合優勝　カルロス・ベタンクール、ヤングライダー賞　カルロス・ベタンクール、区間優勝　カルロス・ベタンクール（第5,6ステージ）
- ブエルタ・アル・パイスバスコ　総合3位　ジャン＝クリストフ・ペロー
- ジロ・デ・イタリア　チーム総合時間賞
- ツール・ド・フランス　区間優勝　ブレル・カドリ（第8ステージ）
- ツール・ド・ポローニュ　ポイント賞　ヤウヘニ・フタロヴィッチ

### 2015年
- ボルタ・シクリスタ・ア・カタルーニャ　総合3位　ドメニコ・ポッツォヴィーヴォ、区間優勝　ドメニコ・ポッツォヴィーヴォ（第3ステージ）
- クリテリウム・ドュ・ドーフィネ　区間優勝　ロマン・バルデ（第5ステージ）
- カナダ選手権　個人ロード　優勝　ヒューゴ・ホール
- ツール・ド・フランス　総合敢闘賞　ロマン・バルデ、区間優勝　アレクシー・ヴュイエルモーズ（第8ステージ）、ロマン・バルデ（第18ステージ）
- ブエルタ・ア・エスパーニャ　区間優勝　アレクシス・グジャール（第19ステージ）

### 2016年
- クリテリウム・ドュ・ドーフィネ　総合2位　ロマン・バルデ
- ツール・ド・フランス　総合2位　ロマン・バルデ、区間優勝　ロマン・バルデ（第19ステージ）
- ブエルタ・ア・エスパーニャ　区間優勝　ピエール・ラトゥール（第20ステージ）

### 2017年
- ツール・ド・スイス　区間優勝　ドメニコ・ポッツォヴィーヴォ（第6ステージ）
- フランス選手権　優勝　ピエール・ラトゥール（個人タイムトライアル）
- ベルギー選手権　優勝　オリバー・ナーセン（ロードレース）
- ツール・ド・フランス　区間優勝　ロマン・バルデ（第12ステージ）

### 2018年
- ボルタ・シクリスタ・ア・カタルーニャ　 新人賞　ピエール・ラトゥール
- クリテリウム・デュ・ドーフィネ　 新人賞　ピエール・ラトゥール
- リトアニア選手権　優勝　ゲディミナス・バグドナス（個人タイムトライアル、ロードレース）
- フランス選手権　優勝　ピエール・ラトゥール（個人タイムトライアル）
- ツール・ド・フランス　 新人賞　ピエール・ラトゥール
- ブルターニュ・クラシック　優勝　オリバー・ナーセン
- ブエルタ・ア・エスパーニャ　区間優勝　トニー・ギャロパン（第7ステージ）、アレクサンドル・ジュニエ（第12ステージ）
- ツアー・オブ・広西　 山岳賞　シルヴァン・ディリエ

### 2019年
- ジロ・デ・イタリア　区間優勝　ナンズ・ピーターズ（第17ステージ）
- ツール・ド・フランス　 山岳賞　ロマン・バルデ
- ビンクバンク・ツアー　区間優勝　オリバー・ナーセン（第7ステージ）
- ブエルタ・ア・エスパーニャ　 山岳賞　ジョフリー・ブシャール

### 2020年
- ツール・ド・フランス　区間優勝　ナンズ・ピーターズ（第8ステージ）

### 2021年
- ジロ・デ・イタリア  山岳賞 ジョフリー・ブシャール、区間優勝 アンドレア・ヴェンドラーメ（英語版）（第12ステージ）
- ツール・ド・フランス　区間優勝 ベン・オコナー（第9ステージ）
- ブルターニュ・クラシック・ウエスト＝フランス 優勝 ブノワ・コスヌフロワ
- ブエルタ・ア・エスパーニャ 区間優勝 クレマン・シャンプッサン（第20ステージ）

## 2022年陣容
2022年6月20日更新
- チーム・マネジャー - ヴァンサン・ラヴニュ

| 選手名                             | 国籍           | 生年月日               | 前年所属チーム                         |
| ---------------------------------- | -------------- | ---------------------- | -------------------------------------- |
| クレマン・ベルテ                   | フランス       | 1997年8月2日（27歳）   | Delko（2021/7/31まで）                 |
| ジョフリー・ブシャール             | フランス       | 1992年4月1日（32歳）   |                                        |
| リリアン・カルメジャーヌ           | フランス       | 1992年12月6日（32歳）  |                                        |
| クレマン・シャンプッサン           | フランス       | 1998年5月29日（26歳）  |                                        |
| ミカエル・シェレル                 | フランス       | 1986年3月17日（38歳）  |                                        |
| ブノワ・コスヌフロワ               | フランス       | 1995年10月17日（29歳） |                                        |
| スタン・デウルフ                   | フランス       | 1997年12月20日（27歳） |                                        |
| フェリックス・ガル                 | オーストリア   | 1998年2月27日（27歳）  | チームDSM                              |
| ドリアン・ゴドン                   | フランス       | 1996年5月25日（28歳）  |                                        |
| ヤーコ・ハンニネン                 | フィンランド   | 1997年4月16日（27歳）  |                                        |
| アントニー・ジュリアン             | フランス       | 1998年3月5日（27歳）   |                                        |
| ボブ・ユンゲルス                   | ルクセンブルク | 1992年9月22日（32歳）  |                                        |
| ポール・ラペイラ                   | フランス       | 2000年2月25日（25歳）  | AG2R Citroën U23 Team                  |
| ローレンス・ナーセン               | ベルギー       | 1992年8月28日（32歳）  |                                        |
| オリバー・ナーセン                 | ベルギー       | 1990年9月16日（34歳）  |                                        |
| ベン・オコナー                     | オーストラリア | 1995年11月25日（29歳） |                                        |
| オレリアン・パレパントル           | フランス       | 1996年2月27日（29歳）  |                                        |
| ヴァランタン・パレパントル         | フランス       | 2001年1月14日（24歳）  | AG2R Citroën U23 Team                  |
| ナンス・ペテルス                   | フランス       | 1994年3月12日（31歳）  |                                        |
| ニコラ・プロドム                   | フランス       | 1997年2月1日（28歳）   |                                        |
| アントワーヌ・ロジェル             | フランス       | 1999年2月14日（26歳）  | グルパマ・FDJ・コンチネンタルチーム    |
| ヴァランタン・ルタイロー (8/1から) | フランス       | 2000年2月14日（25歳）  | AG2R Citroën U23 Team（2022/7/31まで） |
| マルク・サロー                     | フランス       | 1993年6月10日（31歳）  |                                        |
| ミヒャエル・シェーア               | スイス         | 1986年9月29日（38歳）  |                                        |
| ダミアン・トゥゼ                   | フランス       | 1996年7月7日（28歳）   |                                        |
| フレフ・ファン・アヴェルマート     | ベルギー       | 1985年5月17日（39歳）  |                                        |
| ハイス・ファン・フック             | イギリス       | 1991年11月12日（33歳） |                                        |
| アンドレア・ヴェンドラーメ         | イタリア       | 1994年7月20日（30歳）  |                                        |
| クレモン・ヴァンテュリニ           | フランス       | 1993年10月16日（31歳） |                                        |
| ローレンス・ワーバス               | アメリカ合衆国 | 1990年6月28日（34歳）  |                                        |

## 歴代チーム陣容
| 2021年陣容                     | 2021年陣容     | 2021年陣容             | 2021年陣容                           |
| ------------------------------ | -------------- | ---------------------- | ------------------------------------ |
| フランソア・ビダール           | フランス       | 1992年3月19日（32歳）  |                                      |
| ジョフリー・ブシャール         | フランス       | 1992年4月1日（32歳）   |                                      |
| リリアン・カルメジャーヌ       | フランス       | 1992年12月6日（32歳）  | トタル・ディレクト・エネルジー       |
| クレマン・シャンプッサン       | フランス       | 1998年5月29日（26歳）  |                                      |
| ミカエル・シェレル             | フランス       | 1986年3月17日（38歳）  |                                      |
| ブノワ・コスヌフロワ           | フランス       | 1995年10月17日（29歳） |                                      |
| スタン・デウルフ               | フランス       | 1997年12月20日（27歳） | ロット・ソウダル                     |
| ジュリアン・デュヴァル         | フランス       | 1990年5月27日（34歳）  |                                      |
| マティアス・フランク           | スイス         | 1986年12月9日（38歳）  |                                      |
| トニー・ギャロパン             | フランス       | 1988年4月19日（36歳）  |                                      |
| ベン・ガスタウアー             | ルクセンブルク | 1987年11月14日（37歳） |                                      |
| ドリアン・ゴドン               | フランス       | 1996年5月25日（28歳）  |                                      |
| アレクシー・グジャール         | フランス       | 1993年3月5日（32歳）   |                                      |
| ヤーコ・ハンニネン             | フィンランド   | 1997年4月16日（27歳）  |                                      |
| アントニー・ジュリアン         | フランス       | 1998年3月5日（27歳）   | シャンベリーCF                       |
| ボブ・ユンゲルス               | ルクセンブルク | 1992年9月22日（32歳）  | ドゥクーニンク・クイックステップ     |
| ローレンス・ナーセン           | ベルギー       | 1992年8月28日（32歳）  |                                      |
| オリバー・ナーセン             | ベルギー       | 1990年9月16日（34歳）  |                                      |
| ベン・オコナー                 | オーストラリア | 1995年11月25日（29歳） | NTTプロ・サイクリング                |
| オレリアン・パレパントル       | フランス       | 1996年2月27日（29歳）  |                                      |
| ナンス・ペテルス               | フランス       | 1994年3月12日（31歳）  |                                      |
| ニコラ・プロドム               | フランス       | 1997年2月1日（28歳）   | コフィディス、ソリュシオン・クレディ |
| マルク・サロー                 | フランス       | 1993年6月10日（31歳）  | グルパマ・FDJ                        |
| ミヒャエル・シェーア           | スイス         | 1986年9月29日（38歳）  | CCCチーム                            |
| ダミアン・トゥゼ               | フランス       | 1996年7月7日（28歳）   | コフィディス、ソリュシオン・クレディ |
| フレフ・ファン・アヴェルマート | ベルギー       | 1985年5月17日（39歳）  | CCCチーム                            |
| ハイス・ファン・フック         | イギリス       | 1991年11月12日（33歳） | CCCチーム                            |
| アンドレア・ヴェンドラーメ     | イタリア       | 1994年7月20日（30歳）  |                                      |
| クレモン・ヴァントゥリーニ     | フランス       | 1993年10月16日（31歳） |                                      |
| ローレンス・ワーバス           | アメリカ合衆国 | 1990年6月28日（34歳）  |                                      |

| 2020年陣容                     | 2020年陣容     | 2020年陣容             | 2020年陣容                               |
| 選手名                         | 国籍           | 生年月日               | 前年所属チーム                           |
| ------------------------------ | -------------- | ---------------------- | ---------------------------------------- |
| ロマン・バルデ                 | フランス       | 1990年11月9日（34歳）  |                                          |
| フランソア・ビダール           | フランス       | 1992年3月19日（32歳）  |                                          |
| ジョフリー・ブシャール         | フランス       | 1992年4月1日（32歳）   |                                          |
| クレマン・シャンプッサン       | フランス       | 1998年5月29日（26歳）  | シャンベリーCF                           |
| ミカエル・シェレル             | フランス       | 1986年3月17日（38歳）  |                                          |
| クレメント・シェブリエ         | フランス       | 1992年6月29日（32歳）  |                                          |
| ブノワ・コスネフロワ           | フランス       | 1995年10月17日（29歳） |                                          |
| シルヴァン・ディリエ           | スイス         | 1990年8月3日（34歳）   |                                          |
| アクセル・ドモン               | フランス       | 1990年8月7日（34歳）   |                                          |
| ジュリアン・デュヴァル         | フランス       | 1990年5月27日（34歳）  |                                          |
| マティアス・フランク           | スイス         | 1986年12月9日（38歳）  |                                          |
| トニー・ギャロパン             | フランス       | 1988年4月19日（36歳）  |                                          |
| ベン・ガスタウアー             | ルクセンブルク | 1987年11月14日（37歳） |                                          |
| アレクサンドル・ジュニエ       | フランス       | 1988年4月16日（36歳）  |                                          |
| ドリアン・ゴドン               | フランス       | 1996年5月25日（28歳）  |                                          |
| アレクシス・グシャール         | フランス       | 1993年5月3日（31歳）   |                                          |
| ヤーコ・ハンニネン             | フィンランド   | 1997年4月16日（27歳）  |                                          |
| クエンティン・ジョルグイ       | フランス       | 1994年4月22日（30歳）  |                                          |
| ピエール・ラトゥール           | フランス       | 1993年10月12日（31歳） |                                          |
| ローレンス・ナーセン           | ベルギー       | 1992年8月28日（32歳）  | ロット・ソウダル                         |
| オリバー・ナーセン             | ベルギー       | 1990年9月16日（34歳）  |                                          |
| オレリアン・パレット＝パントル | フランス       | 1996年2月27日（29歳）  |                                          |
| ナンズ・ピーターズ             | フランス       | 1994年3月12日（31歳）  |                                          |
| ハリー・タンフィールド         | イギリス       | 1994年11月17日（30歳） | カチューシャ・アルペシン                 |
| ステイン・ヴァンデンベルフ     | ベルギー       | 1984年4月25日（40歳）  |                                          |
| アンドレア・ヴェンドラーメ     | イタリア       | 1994年7月20日（30歳）  | アンドローニ・ジョカットーリ・シデルメク |
| クレマン・ヴァントゥリーニ     | フランス       | 1993年10月16日（31歳） |                                          |
| アレクシー・ヴュイエルモーズ   | フランス       | 1988年6月1日（36歳）   |                                          |
| ラリー・ワーバス               | アメリカ合衆国 | 1990年6月28日（34歳）  |                                          |

| 2019年陣容                     | 2019年陣容     | 2019年陣容             | 2019年陣容                  |
| 選手名                         | 国籍           | 生年月日               | 前年所属チーム              |
| ------------------------------ | -------------- | ---------------------- | --------------------------- |
| ゲディミナス・バグドナス       | リトアニア     | 1985年12月26日（39歳） |                             |
| ロマン・バルデ                 | フランス       | 1990年11月9日（34歳）  |                             |
| フランソア・ビダール           | フランス       | 1992年3月19日（32歳）  |                             |
| ジョフリー・ブシャール         | フランス       | 1992年4月1日（32歳）   | CR4C ロアンヌ（アマチュア） |
| ミカエル・シェレル             | フランス       | 1986年3月17日（38歳）  |                             |
| クレメント・シェブリエ         | フランス       | 1992年6月29日（32歳）  |                             |
| ブノワ・コスネフロワ           | フランス       | 1995年10月17日（29歳） |                             |
| ニコ・デンツ                   | ドイツ         | 1994年2月15日（31歳）  |                             |
| シルヴァン・ディリエ           | スイス         | 1990年8月3日（34歳）   |                             |
| アクセル・ドモン               | フランス       | 1990年8月7日（34歳）   |                             |
| サミュエル・デュムラン         | フランス       | 1980年8月20日（44歳）  |                             |
| ユベール・デュポン             | フランス       | 1980年11月13日（44歳） |                             |
| ジュリアン・デュヴァル         | フランス       | 1990年5月27日（34歳）  |                             |
| マティアス・フランク           | スイス         | 1986年12月9日（38歳）  |                             |
| トニー・ギャロパン             | フランス       | 1988年4月19日（36歳）  |                             |
| ベン・ガスタウアー             | ルクセンブルク | 1987年11月14日（37歳） |                             |
| アレクサンドル・ジュニエ       | フランス       | 1988年4月16日（36歳）  |                             |
| ドリアン・ゴドン               | フランス       | 1996年5月25日（28歳）  | コフィディス                |
| アレクシス・グシャール         | フランス       | 1993年5月3日（31歳）   |                             |
| ヤーコ・ハンニネン             | フィンランド   | 1997年4月16日（27歳）  | 8/1から                     |
| クエンティン・ジョルグイ       | フランス       | 1994年4月22日（30歳）  |                             |
| ピエール・ラトゥール           | フランス       | 1993年10月12日（31歳） |                             |
| オリバー・ナーセン             | ベルギー       | 1990年9月16日（34歳）  |                             |
| オレリアン・パレット＝パントル | フランス       | 1996年2月27日（29歳）  |                             |
| ナンズ・ピーターズ             | フランス       | 1994年3月12日（31歳）  |                             |
| ステイン・ヴァンデンベルフ     | ベルギー       | 1984年4月25日（40歳）  |                             |
| クレマン・ヴァントゥリーニ     | フランス       | 1993年10月16日（31歳） |                             |
| アレクシー・ヴュイエルモーズ   | フランス       | 1988年6月1日（36歳）   |                             |
| ラリー・ワーバス               | アメリカ合衆国 | 1990年6月28日（34歳）  | アクア・ブルースポーツ      |

| 2018年陣容                     | 2018年陣容     | 2018年陣容             | 2018年陣容            | 2018年陣容                           |
| 選手名                         | 国籍           | 生年月日               | 前年所属チーム        | 翌年所属チーム                       |
| ------------------------------ | -------------- | ---------------------- | --------------------- | ------------------------------------ |
| ゲディミナス・バグドナス       | リトアニア     | 1985年12月26日（39歳） |                       |                                      |
| ヤン・バーケランツ             | ベルギー       | 1986年2月14日（39歳）  |                       | チーム・サンウェブ                   |
| ルディ・バルビエ               | フランス       | 1982年12月18日（42歳） |                       | イスラエルサイクリングアカデミー     |
| ロマン・バルデ                 | フランス       | 1990年11月9日（34歳）  |                       |                                      |
| フランソア・ビダール           | フランス       | 1992年3月19日（32歳）  |                       |                                      |
| ミカエル・シェレル             | フランス       | 1986年3月17日（38歳）  |                       |                                      |
| クレメント・シェブリエ         | フランス       | 1992年6月29日（32歳）  |                       |                                      |
| ブノワ・コスネフロワ           | フランス       | 1995年10月17日（29歳） |                       |                                      |
| ニコ・デンツ                   | ドイツ         | 1994年2月15日（31歳）  |                       |                                      |
| シルヴァン・ディリエ           | スイス         | 1990年8月3日（34歳）   | BMC・レーシングチーム |                                      |
| アクセル・ドモン               | フランス       | 1990年8月7日（34歳）   |                       |                                      |
| サミュエル・デュムラン         | フランス       | 1980年8月20日（44歳）  |                       |                                      |
| ユベール・デュポン             | フランス       | 1980年11月13日（44歳） |                       |                                      |
| ジュリアン・デュヴァル         | フランス       | 1990年5月27日（34歳）  |                       |                                      |
| マティアス・フランク           | スイス         | 1986年12月9日（38歳）  |                       |                                      |
| トニー・ギャロパン             | フランス       | 1988年4月19日（36歳）  | ロット・ソウダル      |                                      |
| ベン・ガスタウアー             | ルクセンブルク | 1987年11月14日（37歳） |                       |                                      |
| シリル・ゴティエ               | フランス       | 1987年9月26日（37歳）  |                       | ヴィタルコンセプト・B&Bホテルズ      |
| アレクサンドル・ジュニエ       | フランス       | 1988年4月16日（36歳）  |                       |                                      |
| アレクシス・グジャール         | フランス       | 1993年5月3日（31歳）   |                       |                                      |
| クエンティン・ジョルグイ       | フランス       | 1994年4月22日（30歳）  |                       |                                      |
| ピエール・ラトゥール           | フランス       | 1993年10月12日（31歳） |                       |                                      |
| マッテオ・モンタグティ         | イタリア       | 1984年6月1日（40歳）   |                       | アンドローニジョカットリ・シデルメク |
| オリバー・ナーセン             | ベルギー       | 1990年9月16日（34歳）  |                       |                                      |
| オレリアン・パレット＝パントル | フランス       | 1996年2月27日（29歳）  | 8/1より               |                                      |
| ナンズ・ピーターズ             | フランス       | 1994年3月12日（31歳）  |                       |                                      |
| ステイン・ヴァンデンベルフ     | ベルギー       | 1984年4月25日（40歳）  |                       |                                      |
| クレマン・ヴァントゥリーニ     | フランス       | 1993年10月16日（31歳） | コフィディス          |                                      |
| アレクシー・ヴュイエルモーズ   | フランス       | 1988年6月1日（36歳）   |                       |                                      |

| 2017年陣容                   | 2017年陣容     | 2017年陣容             | 2017年陣容                     | 2017年陣容                       |
| 選手名                       | 国籍           | 生年月日               | 前年所属チーム                 | 翌年所属チーム                   |
| ---------------------------- | -------------- | ---------------------- | ------------------------------ | -------------------------------- |
| ゲディミナス・バグドナス     | リトアニア     | 1985年12月26日（39歳） |                                |                                  |
| ヤン・バーケランツ           | ベルギー       | 1986年2月14日（39歳）  |                                |                                  |
| ルディ・バルビエ             | フランス       | 1982年12月18日（42歳） | ルーベリール・メトロポール     |                                  |
| ロマン・バルデ               | フランス       | 1990年11月9日（34歳）  |                                |                                  |
| ジュリアン・ベラール         | フランス       | 1987年7月27日（37歳）  |                                | 引退                             |
| フランソア・ビダール         | フランス       | 1992年3月19日（32歳）  |                                |                                  |
| ミカエル・シェレル           | フランス       | 1986年3月17日（38歳）  |                                |                                  |
| クレメント・シェブリエ       | フランス       | 1992年6月29日（32歳）  | IAMサイクリング                |                                  |
| ブノワ・コスネフロワ         | フランス       | 1995年10月17日（29歳） | 8/1よりトレーニーから          |                                  |
| ニコ・デンツ                 | ドイツ         | 1994年2月15日（31歳）  |                                |                                  |
| アクセル・ドモン             | フランス       | 1990年8月7日（34歳）   |                                |                                  |
| サミュエル・デュムラン       | フランス       | 1980年8月20日（44歳）  |                                |                                  |
| ユベール・デュポン           | フランス       | 1980年11月13日（44歳） |                                |                                  |
| ジュリアン・デュヴァル       | フランス       | 1990年5月27日（34歳）  | Equipe Cycliste Armée de Terre |                                  |
| ソンドレ・ホルストエンゲル   | ノルウェー     | 1993年12月17日（31歳） | IAMサイクリング                | イスラエルサイクリングアカデミー |
| マティアス・フランク         | スイス         | 1986年12月9日（38歳）  | IAMサイクリング                |                                  |
| ベン・ガスタウアー           | ルクセンブルク | 1987年11月14日（37歳） |                                |                                  |
| シリル・ゴティエ             | フランス       | 1987年9月26日（37歳）  |                                |                                  |
| アレクサンドル・ジュニエ     | フランス       | 1988年4月16日（36歳）  | FDJ                            |                                  |
| アレクシス・グジャール       | フランス       | 1993年5月3日（31歳）   |                                |                                  |
| ヒューゴ・ホール             | カナダ         | 1990年9月27日（34歳）  |                                | アスタナ・プロチーム             |
| クエンティン・ジョルグイ     | フランス       | 1994年4月22日（30歳）  |                                |                                  |
| ピエール・ラトゥール         | フランス       | 1993年10月12日（31歳） |                                |                                  |
| マッテオ・モンタグティ       | イタリア       | 1984年6月1日（40歳）   |                                |                                  |
| オリバー・ナーセン           | ベルギー       | 1990年9月16日（34歳）  | IAMサイクリング                |                                  |
| ナンズ・ピーターズ           | フランス       | 1994年3月12日（31歳）  | 前所属チーム無し               |                                  |
| ドメニコ・ポッツォヴィーヴォ | イタリア       | 1982年11月30日（42歳） |                                | バーレーン・メリダ               |
| クリストフ・リブロン         | フランス       | 1981年1月17日（44歳）  |                                | 引退                             |
| ステイン・ヴァンデンベルフ   | ベルギー       | 1984年4月25日（40歳）  | エティックス・クイックステップ |                                  |
| アレクシー・ヴュイエルモーズ | フランス       | 1988年6月1日（36歳）   |                                |                                  |

| 2016年陣容                   | 2016年陣容       | 2016年陣容             | 2016年陣容                              |
| 選手名                       | 国籍             | 生年月日               | 前年所属チーム                          |
| ---------------------------- | ---------------- | ---------------------- | --------------------------------------- |
| ゲディミナス・バグドナス     | リトアニア       | 1985年12月26日（39歳） |                                         |
| ヤン・バーケランツ           | ベルギー         | 1986年2月14日（39歳）  |                                         |
| ロマン・バルデ               | フランス         | 1990年11月9日（34歳）  |                                         |
| ジュリアン・ベラール         | フランス         | 1987年7月27日（37歳）  |                                         |
| フランソア・ビダール         | フランス         | 1992年3月19日（32歳）  | シャンベリー シクリズムフォーマーション |
| ギヨーム・ボナフォン         | フランス         | 1987年6月23日（37歳）  |                                         |
| ミカエル・シェレル           | フランス         | 1986年3月17日（38歳）  |                                         |
| マキシム・ダニエル           | フランス         | 1991年6月5日（33歳）   |                                         |
| ニコ・デンツ                 | ドイツ           | 1994年2月15日（31歳）  |                                         |
| アクセル・ドモン             | フランス         | 1990年8月7日（34歳）   |                                         |
| サミュエル・デュムラン       | フランス         | 1980年8月20日（44歳）  |                                         |
| ユベール・デュポン           | フランス         | 1980年11月13日（44歳） |                                         |
| ベン・ガスタウアー           | ルクセンブルク   | 1987年11月14日（37歳） |                                         |
| ダミアン・ゴダン             | フランス         | 1986年8月20日（38歳）  |                                         |
| シリル・ゴティエ             | フランス         | 1987年9月26日（37歳）  | チーム・ヨーロッパカー                  |
| アレクシス・グジャール       | フランス         | 1993年5月3日（31歳）   |                                         |
| パトリック・グレチュ         | ドイツ           | 1987年4月7日（37歳）   |                                         |
| ヒューゴ・ホール             | カナダ           | 1990年9月27日（34歳）  |                                         |
| クエンティン・ジョルグイ     | フランス         | 1994年4月22日（30歳）  |                                         |
| ブレル・カドリ               | フランス         | 1986年9月3日（38歳）   |                                         |
| ピエール・ラトゥール         | フランス         | 1993年10月12日（31歳） |                                         |
| セバスティアン・ミナール     | フランス         | 1982年6月12日（42歳）  |                                         |
| マッテオ・モンタグティ       | イタリア         | 1984年6月1日（40歳）   |                                         |
| ジャン＝クリストフ・ペロー   | フランス         | 1977年5月22日（47歳）  |                                         |
| ドメニコ・ポッツォヴィーヴォ | イタリア         | 1982年11月30日（42歳） |                                         |
| クリストフ・リブロン         | フランス         | 1981年1月17日（44歳）  |                                         |
| ジェス・サージェント         | ニュージーランド | 1988年7月8日（36歳）   | トレック・ファクトリーレーシング        |
| セバスティアン・テュルゴ     | フランス         | 1984年4月11日（40歳）  |                                         |
| ヨハン・ファンスュメレン     | ベルギー         | 1981年2月4日（44歳）   |                                         |
| アレクシー・ヴュイエルモーズ | フランス         | 1988年6月1日（36歳）   |                                         |

| 2014年陣容                   | 2014年陣容     | 2014年陣容     | 2014年陣容                     |
| 選手名                       | !国籍          | !生年月日      | !前年所属チーム                |
| ---------------------------- | -------------- | -------------- | ------------------------------ |
| ダヴィデ・アッポローニオ     | イタリア       | 1989年6月2日   | AG2R・ラ・モンディアル         |
| ゲディミナス・バグドナス     | リトアニア     | 1985年12月26日 | AG2R・ラ・モンディアル         |
| ロマン・バルデ               | フランス       | 1990年11月9日  | AG2R・ラ・モンディアル         |
| ジュリアン・ベラール         | フランス       | 1987年7月27日  | AG2R・ラ・モンディアル         |
| カルロス・ベタンクール       | コロンビア     | 1989年10月13日 | AG2R・ラ・モンディアル         |
| ギヨーム・ボナフォン         | フランス       | 1987年6月23日  | AG2R・ラ・モンディアル         |
| マキシム・ブエ               | フランス       | 1986年11月3日  | AG2R・ラ・モンディアル         |
| スティーブ・シェネル         | フランス       | 1983年9月6日   | AG2R・ラ・モンディアル         |
| ミカエル・シェレル           | フランス       | 1986年3月17日  | AG2R・ラ・モンディアル         |
| マキシム・ダニエル           | フランス       | 1991年6月5日   | ソジャサン                     |
| アクセル・ドモン             | フランス       | 1990年8月7日   | AG2R・ラ・モンディアル         |
| サミュエル・デュムラン       | フランス       | 1980年8月20日  | AG2R・ラ・モンディアル         |
| ユベール・デュポン           | フランス       | 1980年11月13日 | AG2R・ラ・モンディアル         |
| ベン・ガスタウアー           | ルクセンブルク | 1987年11月14日 | AG2R・ラ・モンディアル         |
| ダミアン・ゴダン             | フランス       | 1986年8月20日  | チーム・ヨーロッパカー         |
| アレクシス・グジャール       | フランス       | 1993年5月3日   | USSA・パヴィリー・バレンティン |
| パトリック・グレチュ         | ドイツ         | 1987年4月7日   | アルゴス・シマノ               |
| ヒューゴ・ホール             | カナダ         | 1990年9月27日  | AG2R・ラ・モンディアル         |
| ヤウヘニー・フタロヴィッチ   | ベラルーシ     | 1983年11月29日 | AG2R・ラ・モンディアル         |
| ブレル・カドリ               | フランス       | 1986年9月3日   | AG2R・ラ・モンディアル         |
| ジュリアン・ケルン           | ドイツ         | 1989年12月29日 | AG2R・ラ・モンディアル         |
| セバスティアン・ミナール     | フランス       | 1982年6月12日  | AG2R・ラ・モンディアル         |
| ロワイ・モンドリ             | フランス       | 1982年4月26日  | AG2R・ラ・モンディアル         |
| マッテオ・モンタグティ       | イタリア       | 1984年6月1日   | AG2R・ラ・モンディアル         |
| リナルド・ノチェンティーニ   | イタリア       | 1977年9月25日  | AG2R・ラ・モンディアル         |
| ジャン＝クリストフ・ペロー   | フランス       | 1977年5月22日  | AG2R・ラ・モンディアル         |
| ドメニコ・ポッツォヴィーヴォ | イタリア       | 1982年11月30日 | AG2R・ラ・モンディアル         |
| クリストフ・リブロン         | フランス       | 1981年1月17日  | AG2R・ラ・モンディアル         |
| セバスティアン・テュルゴ     | フランス       | 1984年4月11日  | チーム・ヨーロッパカー         |
| アレクシー・ヴュイエルモーズ | フランス       | 1988年6月1日   | ソジャサン                     |

| 2013年陣容                     | 2013年陣容     | 2013年陣容     | 2013年陣容                 |
| 選手名                         | 国籍           | 生年月日       | 前年所属チーム             |
| ------------------------------ | -------------- | -------------- | -------------------------- |
| ダヴィデ・アッポローニオ       | イタリア       | 1989年6月2日   | チームスカイ               |
| ゲディミナス・バグドナス       | リトアニア     | 1985年12月26日 | アンポスト・ショーンケリー |
| ロマン・バルデ                 | フランス       | 1990年11月9日  | AG2R・ラ・モンディアル     |
| マヌエル・ベッレッティ         | イタリア       | 1985年10月14日 | AG2R・ラ・モンディアル     |
| ジュリアン・ベラール           | フランス       | 1987年7月27日  | AG2R・ラ・モンディアル     |
| カルロス・ベタンクール         | コロンビア     | 1989年10月13日 | アクア・エ・サポーネ       |
| ギヨーム・ボナフォン           | フランス       | 1987年6月23日  | AG2R・ラ・モンディアル     |
| マキシム・ブエ                 | フランス       | 1986年11月3日  | AG2R・ラ・モンディアル     |
| スティーブ・シェネル           | フランス       | 1983年9月6日   | FDJ・ビッグマット          |
| ミカエル・シェレル             | フランス       | 1986年3月17日  | AG2R・ラ・モンディアル     |
| アクセル・ドモン               | フランス       | 1990年8月7日   | シャンベリー               |
| サミュエル・デュムラン         | フランス       | 1980年8月20日  | コフィディス               |
| ユベール・デュポン             | フランス       | 1980年11月13日 | AG2R・ラ・モンディアル     |
| ジョン・ガドレ                 | フランス       | 1979年4月22日  | AG2R・ラ・モンディアル     |
| ベン・ガスタウアー             | ルクセンブルク | 1987年11月14日 | AG2R・ラ・モンディアル     |
| シルヴァン・ジョルジュ         | フランス       | 1984年5月1日   | AG2R・ラ・モンディアル     |
| ユーゴ・ウル                   | カナダ         | 1990年9月27日  | スパイダーテック           |
| ヤウヘニー・フタロヴィッチ     | ベラルーシ     | 1983年11月29日 | FDJ・ビッグマット          |
| ヴァレンティン・イグリンスキー | カザフスタン   | 1984年5月12日  | アスタナ・チーム           |
| ブレル・カドリ                 | フランス       | 1986年9月3日   | AG2R・ラ・モンディアル     |
| ジュリアン・ケルン             | ドイツ         | 1989年12月29日 | レオパード・トレック       |
| セバスティアン・ミナール       | フランス       | 1982年6月12日  | AG2R・ラ・モンディアル     |
| ロワイ・モンドリ               | フランス       | 1982年4月26日  | AG2R・ラ・モンディアル     |
| マッテオ・モンタグティ         | イタリア       | 1984年6月1日   | AG2R・ラ・モンディアル     |
| リナルド・ノチェンティーニ     | イタリア       | 1977年9月25日  | AG2R・ラ・モンディアル     |
| ジャン＝クリストフ・ペロー     | フランス       | 1977年5月22日  | AG2R・ラ・モンディアル     |
| ドメニコ・ポッツォヴィーヴォ   | イタリア       | 1982年11月30日 | コルナゴ - CSF・イノックス |
| アントニー・ラヴァール         | フランス       | 1983年9月28日  | AG2R・ラ・モンディアル     |
| クリストフ・リブロン           | フランス       | 1981年1月17日  | AG2R・ラ・モンディアル     |

| 2012年陣容                 | 2012年陣容     | 2012年陣容     | 2012年陣容                             |
| 選手名                     | 国籍           | 生年月日       | 前年所属チーム                         |
| -------------------------- | -------------- | -------------- | -------------------------------------- |
| ロマン・バルデ             | フランス       | 1990年11月9日  | シャンベリ・シクリスム・フォルマシオン |
| マヌエル・ベッレッティ     | イタリア       | 1985年10月14日 | コルナゴ - CSF・イノックス             |
| ジュリアン・ベラール       | フランス       | 1987年7月27日  |                                        |
| ギヨーム・ボナフォン       | フランス       | 1987年6月23日  |                                        |
| マキシム・ブエ             | フランス       | 1986年11月3日  |                                        |
| ジミー・カスペール         | フランス       | 1978年5月28日  | ソル・ソジャスュン                     |
| ミカエル・シェレル         | フランス       | 1986年3月17日  |                                        |
| ユベール・デュポン         | フランス       | 1980年11月13日 |                                        |
| マルティン・エルミガー     | スイス         | 1978年9月23日  |                                        |
| ジョン・ガドレ             | フランス       | 1979年4月22日  |                                        |
| ベン・ガスタウアー         | ルクセンブルク | 1987年11月14日 |                                        |
| グレゴル・ガズヴォダ       | スロベニア     | 1981年10月15日 | ペルトニナ・プトゥイ                   |
| シルヴァン・ジョルジュ     | フランス       | 1984年5月1日   | ビッグ＝マット・オベール93             |
| クリストフ・ホダールト     | ベルギー       | 1986年11月21日 |                                        |
| セバスティアン・イノー     | フランス       | 1974年2月11日  |                                        |
| ストゥヴ・ウアナール       | フランス       | 1986年4月2日   |                                        |
| ブレル・カドリ             | フランス       | 1986年9月3日   |                                        |
| ロマン・ルマルシャン       | フランス       | 1987年7月27日  |                                        |
| セバスティアン・ミナール   | フランス       | 1982年6月12日  |                                        |
| ロワイ・モンドリ           | フランス       | 1982年4月26日  |                                        |
| マッテオ・モンタグティ     | イタリア       | 1984年6月1日   |                                        |
| リナルド・ノチェンティーニ | イタリア       | 1977年9月25日  |                                        |
| ジャン＝クリストフ・ペロー | フランス       | 1977年5月22日  |                                        |
| マテュー・ペルジェ         | フランス       | 1984年9月18日  |                                        |
| アントニー・ラヴァール     | フランス       | 1983年9月28日  |                                        |
| クリストフ・リブロン       | フランス       | 1981年1月17日  |                                        |
| ニコラス・ロッシュ         | アイルランド   | 1984年7月3日   |                                        |
| ボリス・シュピレヴスキ     | ロシア         | 1982年8月20日  | タブリーズ・ペトロケミカル             |
| アミル・ザルガリ           | イラン         | 1980年7月31日  | アザド大学                             |

| 2011年陣容                 | 2011年陣容     | 2011年陣容     | 2011年陣容                                 |
| 選手名                     | 国籍           | 生年月日       | 備考                                       |
| -------------------------- | -------------- | -------------- | ------------------------------------------ |
| ジュリアン・ベラール       | フランス       | 1987年7月27日  |                                            |
| ギヨーム・ボナフォン       | フランス       | 1987年6月23日  |                                            |
| マキシム・ブエ             | フランス       | 1986年11月3日  |                                            |
| ディミトリ・シャンピオン   | フランス       | 1983年9月6日   |                                            |
| ミカエル・シェレル         | フランス       | 1986年3月17日  | フランセーズ・デ・ジュー                   |
| シリル・デセル             | フランス       | 1974年11月29日 |                                            |
| ユベール・デュポン         | フランス       | 1980年11月13日 |                                            |
| マルティン・エルミガー     | スイス         | 1978年9月23日  |                                            |
| ジョン・ガドレ             | フランス       | 1979年4月22日  |                                            |
| ベン・ガスタウアー         | ルクセンブルク | 1987年11月14日 |                                            |
| クリストフ・ホダールト     | ベルギー       | 1986年11月21日 |                                            |
| セバスティアン・イノー     | フランス       | 1974年2月11日  |                                            |
| ストゥヴ・ウアナール       | フランス       | 1986年4月2日   | スキル - シマノ                            |
| ブレル・カドリ             | フランス       | 1986年9月3日   |                                            |
| ユーリ・クリフトソフ       | フランス       | 1979年2月7日   |                                            |
| ダヴィ・ルレイ             | フランス       | 1979年12月30日 |                                            |
| ロマン・ルマルシャン       | フランス       | 1987年7月27日  | ビッグ・マット - オベール・93              |
| ジュリアン・ルベ           | フランス       | 1985年1月11日  |                                            |
| セバスティアン・ミナール   | フランス       | 1982年6月12日  | コフィディス・ル・クレディ・アン・リーニュ |
| ロワイ・モンドリ           | フランス       | 1982年4月26日  |                                            |
| マッテオ・モンタグーティ   | イタリア       | 1984年6月1日   | デ・ローザ - スタック・プラスチック        |
| リナルド・ノチェンティーニ | イタリア       | 1977年9月25日  |                                            |
| ジャン＝クリストフ・ペロー | フランス       | 1977年5月22日  | オメガ・ファーマ - ロット                  |
| マテュー・ペルジェ         | フランス       | 1984年9月18日  | ケス・デパーニュ                           |
| アントニー・ラヴァール     | フランス       | 1983年9月28日  |                                            |
| クリストフ・リブロン       | フランス       | 1981年1月17日  |                                            |
| ニコラス・ロッシュ         | アイルランド   | 1984年7月3日   |                                            |